# Provinz Lucanas
Die Provinz Lucanas gehört zur Verwaltungsregion Ayacucho in Südwest-Peru. Sie besitzt eine Fläche von 14.495 km². Bei der Volkszählung 2017 wurden in der Provinz 51.328 Einwohner gezählt. 10 Jahre zuvor betrug die Einwohnerzahl 65.414. Verwaltungssitz ist Puquio.

## Geographische Lage
Die Provinz Lucanas liegt im Südwesten der Region Ayacucho. Der südwestliche Teil der Provinz erstreckt sich über die peruanische Westkordillere, der nordöstliche über das angrenzende Andenhochland. Ein Großteil des Gebietes wird von den Flüssen Río Grande, Río Acarí und Río Yauca nach Südwesten zum Pazifischen Ozean hin entwässert. Lediglich der Norden und Nordosten liegt im Einzugsgebiet des Río Pampas, einem Nebenfluss des Río Apurímac. 
Die Provinz Lucanas grenzt im Norden an die Nachbarprovinzen Huanca Sancos, Víctor Fajardo und Sucre, im Osten an die Provinz Andahuaylas (Region Apurímac), im Südosten an die Provinz Parinacochas, im Westen an die Regionen Arequipa und Ica sowie im Nordwesten an die Region Huancavelica.

## Verwaltungsgliederung
Die Provinz Lucanas besteht aus 21 Distrikten. Der Distrikt Puquio ist Sitz der Provinzverwaltung.
| Distrikt                  | Verwaltungssitz           |
| ------------------------- | ------------------------- |
| Aucara                    | Aucara                    |
| Cabana                    | Cabana Sur                |
| Carmen Salcedo            | Andamarca                 |
| Chaviña                   | Chaviña                   |
| Chipao                    | Chipao                    |
| Huac-Huas                 | Huac-Huas                 |
| Laramate                  | Laramate                  |
| Leoncio Prado             | Tambo Quemado             |
| Llauta                    | Llauta                    |
| Lucanas                   | Lucanas                   |
| Ocaña                     | Ocaña                     |
| Otoca                     | Otoca                     |
| Puquio                    | Puquio                    |
| Saisa                     | Saisa                     |
| San Cristóbal             | San Cristóbal             |
| San Juan                  | San Juan                  |
| San Pedro                 | San Pedro                 |
| San Pedro de Palco        | San Pedro de Palco        |
| Sancos                    | Sancos                    |
| Santa Ana de Huaycahuacho | Santa Ana de Huaycahuacho |
| Santa Lucía               | Santa Lucía               |